# 여행의 묘미
《여행의 묘미》는 대한민국의 영화이다.

## 캐스팅
- 최우형 : 우형 역
- 강기화 : 기화 역
- 이여울 : 여울 역
- 이주영 : 주영 역
- 김헌
- 김낙균